# گونچارکا (آدیغیه)
گونچارکا (به لاتین: Goncharka) یک منطقهٔ مسکونی در روسیه است که در شهرستان گیاگینسکی واقع شده‌است.